# Carlo Gemelli
Carlo Gemelli (Messina, 4 settembre 1811 – Bologna, 1º aprile 1886) è stato un patriota, storico, letterato e bibliotecario italiano.

## Biografia
Nato in un'antica famiglia aristocratica, fece i primi studi con precettori privati. Frequentò poi giurisprudenza all'Accademia Carolina di Messina; ma dopo tre anni interruppe gli studi, senza conseguire la laurea, per intraprendere un lungo viaggio nelle città d'arte italiane: ebbe contatti con alcuni prestigiosi intellettuali e divenne sostenitore dell'Unità d'Italia.
Tornato a Messina, riprese gli studi, pubblicò la traduzione dal greco di opere di Demostene, Isocrate e Luciano di Samosata, ma soprattutto si immerse nella vita culturale e politica di Messina scrivendo o fondando riviste e giornali. Nel 1833 fondò con Carmelo La Farina e suo figlio Giuseppe, il giornale Lo Spettatore Zancleo, a cui l'anno seguente venne affiancato il mensile letterario Il Faro, aventi una linea politica esplicitamente unitaria, avversa a campanilismi e regionalismi.  I propositi politici furono espressi nel Discorso funebre in morte di Vincenzo Bellini letto nell'Accademia filarmonica di Messina: «Siciliani ed Italiani vuol dire lo stesso, Italiani noi essendo». I due giornali furono soppressi dalle autorità borboniche nel 1837, dopo le rivolte scoppiate a Catania, Siracusa e Messina successive a un'epidemia di colera che larghi strati della popolazione siciliana ritenevano fosse stata diffusa dal governo.  Gemelli lasciò la Sicilia per la Toscana, come peraltro aveva fatto anche Giuseppe La Farina qualche tempo prima. A Firenze conobbe fra gli altri Quirina Mocenni Magiotti, amica di Ugo Foscolo, la quale gli fornì una serie di documenti originali utili per controbattere la biografia di Foscolo scritta da Giuseppe Pecchio e ritenuta dalla Magiotti non fedele per ciò che riguardava la fede politica del poeta. L'opera del Gemelli sarebbe stata pubblicata solo dieci anni dopo, assieme alle lettere del Foscolo e al Frammento della storia di Napoli.
Carlo Gemelli tornò a Messina nel settembre del 1847, durante l'insurrezione della città che tuttavia fu presto repressa nel sangue e, per sfuggire all'arresto, Gemelli riparò a Malta. Qui ai primi del gennaio 1848 lo trovò, ammalato, Luigi Settembrini il quale riferirà nelle Ricordanze:
(Luigi Settembrini, Ricordanze della mia vita, Cap. XIX)
Pochi giorni dopo, il 12 gennaio 1848, iniziava l'insurrezione a Palermo; Gemelli rientrò in Sicilia e il 22 marzo era deputato al parlamento siciliano. Nel mese di aprile fu nominato rappresentante del governo siciliano presso il governo toscano a Firenze; su questa attività nel 1853 pubblicò un saggio (Storia delle relazioni diplomatiche tra la Sicilia e la Toscana negli anni 1848-49) che suscitò numerose polemiche.  Il fallimento della rivolta siciliana lo costrinse a un nuovo esilio in Inghilterra, Belgio, Prussia e infine Piemonte dove fu professore di Storia a Ivrea. Scrisse la Storia della rivoluzione belgica del 1830 (1858) e Storia della siciliana rivoluzione del 1848-49 (1867), entrambe molto apprezzate.
Dopo l'Unità d'Italia fu provveditore agli studi ad Ancona e nel 1866 alla Biblioteca universitaria di Bologna, prima come vicebibliotecario e poi come bibliotecario.  Negli ultimi tempi si avvicinò alle posizioni del socialismo umanitario (Lezioni sul comunismo e socialismo antico e moderno).  Nel 1882 passò alla Biblioteca Estense di Modena, nel 1885 alla Biblioteca nazionale braidense di Milano e vi rimase fino alla morte, intervenuta improvvisamente per ictus nel 1886.

## Scritti
- Della vita e delle opere di Ugo Foscolo: libri tre, con un'appendice contenente trentatré lettere di Ugo Foscolo, e un frammento della Storia di Napoli, Firenze: Tipografia italiana, 1849
- Omero e la filosofia greca, Torino: Tip. soc. degli Artisti a Pons e C., 1853
- Storia delle relazioni diplomatiche tra la Sicilia e la Toscana negli anni 1848-49: con documenti inediti, Torino: Società edit. della Biblioteca dei Comuni italiani, 1853
- Dello svolgimento dell'idea nazionale in Italia fino al 1848: studio storico, Parma: Tip. Cavour, 1862
- Storia della rivoluzione belgica dell'anno 1830, Bologna: Giuseppe Legnani, 1867
- Storia della siciliana rivoluzione del 1848-1849, 2 voll, Bologna: G. Legnani, 1867
- Notizie storiche sulla R. Biblioteca universitaria di Bologna, con appendice, Bologna: Tip. G. Cenerelli, 1872
- Lezioni sul comunismo e socialismo antico e moderno, Bologna: Tipografia della Societa Azzoguidi, 1876
- Ritratti dei fratelli Bandiera e loro compagni con cenno storico, Bologna: Stab. Tip. successori Monti, 1877
- Scritti letterari e politici , Roma: E. Loescher, 1887